# Sumi Jo
Sumi Jo, (조수미) född 22 november 1962, koreansk lyrisk sopran. 
Sumi Jo föddes i Seoul. Efter studier på Sun Hwa Arts School och på universitetet i Seoul fortsatte hon sin utbildning vid Accademia di Santa Cecilia i Rom. Hon debuterade 1986 i Verdis opera Rigoletto på Teatro Comunale Giuseppe Verdi i Trieste. Hon uppmärksammades där av Herbert von Karajan som lät henne spela Oscar i Verdis Maskeradbalen mot Plácido Domingo i Salzburg 1987 . Året därefter debuterade hon på La Scala  och 1989 gjorde hon sitt första framträdande på Metropolitan i New York. Hon har därefter fortsatt att uppträda på världens främsta operascener. Hon har även gjort ett femtiotal skivinspelningar och var bl.a. med i Die Frau ohne Schatten med Sir Georg Solti som 1993 vann en Grammy för bästa operainspelning.